# Wenceslao Paunero

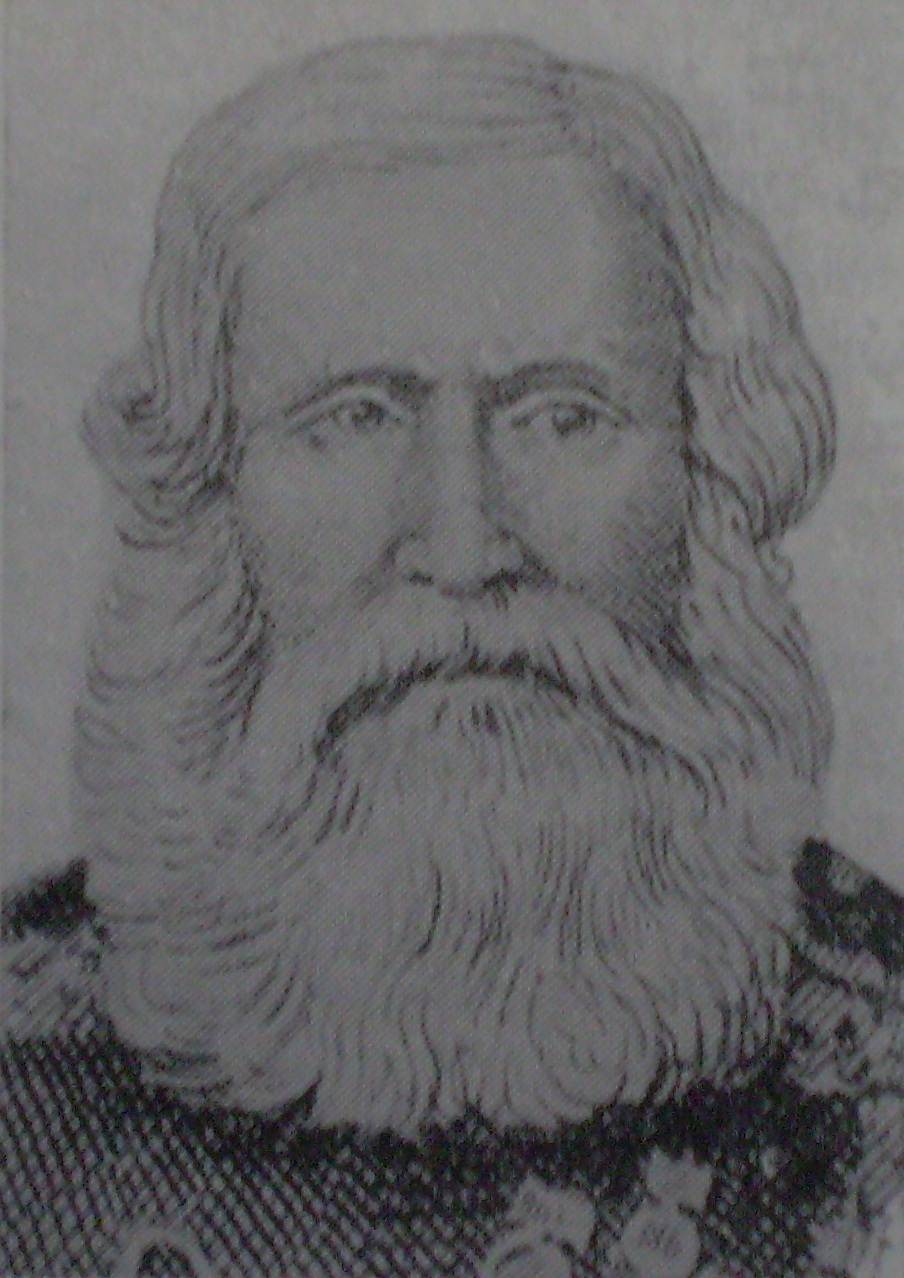

Wenceslao Paunero (Colônia do Sacramento, 1805 - Rio de Janeiro, 7 de junho de 1871) foi um general e político argentino. Distinguiu-se nas guerras civis que se seguiram na Argentina durante o século XIX e na Guerra da Tríplice Aliança.

## Biografia
Nascido na Banda Oriental (hoje Uruguai) de pais de origem espanhola, Wenceslao Paunero logo abandonou os estudos para se dedicar ao comércio. Em 1825 se ofereceu para lutar sob as ordens do general José María Paz na Guerra Argentino-Brasileira, participando da vitoriosa batalha de Ituzaingó. Pouco tempo depois foi feito prisioneiro pelas tropas imperiais, permanecendo nesse estado até a paz ser assinada em 1828.
De volta à Argentina, Paunero voltou a lutar nas fileiras dos unitários contra os federales de Juan Facundo Quiroga, primeiro sob o comando do general Paz e depois, após a captura deste último, servindo ao general Gregorio Aráoz de Lamadrid. Após a derrota da Ciudadela fugiu para a Bolívia, onde se dedicou ao comércio. 
No exílio fundou um jornal, "La Época", no qual o futuro presidente Bartolomé Mitre colaborou e estabeleceu um vínculo afetivo com Dona Petrona Manuela Arrea y Segurola, meia-irmã do presidente boliviano José Ballivián; no depoimento deste último mudou-se para o Chile. 
Ao saber do golpe de Estado de Justo José de Urquiza, embarcou com Mitre e Domingo Faustino Sarmiento para Montevidéu e comandou a cavalaria uruguaia na vitoriosa batalha de Caseros, que derrubou o ditador argentino Juan Manuel de Rosas e o presidente uruguaio Manuel Oribe. Reincorporado ao exército argentino em 1853 com o posto de coronel, participou da repressão de inúmeras rebeliões que eclodiram nas províncias argentinas e das guerras contra os indígenas. Na batalha de Cepeda ele teve o papel de Chefe do Estado-Maior do Exército de Buenos Aires, enquanto na vitoriosa batalha de Pavón seu comportamento lhe rendeu uma promoção no campo ao posto de general.
Depois de passar os anos seguintes pacificando as províncias rebeldes, mostrando também notáveis habilidades políticas, na eclosão da guerra da Tríplice Aliança teve um papel de liderança na reconquista da cidade de Corrientes, na batalha de Yatay e no cerco vitorioso de Uruguaiana. Tendo transferido o campo de combate para o Paraguai, Paunero novamente participou da vitória de Tuyutí e da sensacional derrota de Curupayty, na qual comandou a coluna de ataque argentina que apoiou o grande esforço de guerra.
Enquanto a guerra ainda estava em andamento, Wenceslao Paunero foi transferido do Paraguai para enfrentar com sucesso outras rebeliões no interior argentino. Retornando a Buenos Aires foi nomeado Ministro da Guerra no último período da presidência de Mitre e concorreu sem sucesso como vice-presidente nas eleições de 1868. Nomeado embaixador no Brasil, faleceu no Rio de Janeiro em 7 de junho de 1871. 
Está sepultado no Cemitério da Recoleta, em Buenos Aires; seu túmulo foi declarado "Monumento Histórico Nacional" em 1946.